# 東経132度線
東経132度線（とうけい132どせん）は、グリニッジ子午線から東へ132度の角度を成す経線である。北極点から北極海、アジア、太平洋、オーストラリア、インド洋、南極海、南極大陸を通過して南極点までを結ぶ。東経132度線は、西経48度線と共に大円を形成する。

## 通過する地域一覧
東経132度線は、北極点から南極点まで南に向かって以下の場所を通っている。
| 地理座標                                               | 国土・領土・領海               | 備考 |
| ------------------------------------------------------ | ------------------------------ | --- |
| 北緯90度0分 東経132度0分 / 北緯90.000度 東経132.000度  | 北極海                         | |
| 北緯77度0分 東経132度0分 / 北緯77.000度 東経132.000度  | ラプテフ海                     | |
| 北緯71度16分 東経132度0分 / 北緯71.267度 東経132.000度 | ロシア                         | |
| 北緯47度42分 東経132度0分 / 北緯47.700度 東経132.000度 | 中華人民共和国                 | 黒龍江省 |
| 北緯45度15分 東経132度0分 / 北緯45.250度 東経132.000度 | ロシア                         | ウラジオストク（北緯43度7分 東経131度54分 / 北緯43.117度 東経131.900度）の東を通過 |
| 北緯43度6分 東経132度0分 / 北緯43.100度 東経132.000度  | 日本海                         | 竹島（北緯37度14分 東経131度52分 / 北緯37.233度 東経131.867度。 韓国が実効支配、 日本が領有権主張）の東を通過 |
| 北緯34度51分 東経132度0分 / 北緯34.850度 東経132.000度 | 日本                           | 本州: — 島根県 — 山口県（北緯34度26分 東経132度0分 / 北緯34.433度 東経132.000度から） — 島根県（北緯34度24分 東経132度0分 / 北緯34.400度 東経132.000度から） — 山口県（北緯34度22分 東経132度0分 / 北緯34.367度 東経132.000度から） |
| 北緯33度55分 東経132度0分 / 北緯33.917度 東経132.000度 | 瀬戸内海                       | 北緯33度52分 東経132度0分 / 北緯33.867度 東経132.000度付近で牛島（山口県）を通過 佐田岬（北緯33度21分 東経132度1分 / 北緯33.350度 東経132.017度、四国最西端）の西を通過                                                             |
| 北緯33度19分 東経132度0分 / 北緯33.317度 東経132.000度 | 豊後水道                       | |
| 北緯33度6分 東経132度0分 / 北緯33.100度 東経132.000度  | 日本                           | 九州: — 大分県（北から四浦半島、佐伯湾、鶴見半島、米水津湾などを通過） |
| 北緯32度49分 東経132度0分 / 北緯32.817度 東経132.000度 | 太平洋                         | パラオ・プロアナ島（北緯4度39分 東経131度58分 / 北緯4.650度 東経131.967度）の東を通過 |
| 南緯0度33分 東経132度0分 / 南緯0.550度 東経132.000度   | インドネシア                   | ニューギニア島 |
| 南緯1度59分 東経132度0分 / 南緯1.983度 東経132.000度   | ベラウ湾                       | |
| 南緯2度46分 東経132度0分 / 南緯2.767度 東経132.000度   | インドネシア                   | ニューギニア島 |
| 南緯2度54分 東経132度0分 / 南緯2.900度 東経132.000度   | セラム海                       | |
| 南緯5度18分 東経132度0分 / 南緯5.300度 東経132.000度   | インドネシア                   | Kur島 |
| 南緯5度22分 東経132度0分 / 南緯5.367度 東経132.000度   | バンダ海                       | |
| 南緯6度59分 東経132度0分 / 南緯6.983度 東経132.000度   | インドネシア                   | Fordata島 |
| 南緯7度0分 東経132度0分 / 南緯7.000度 東経132.000度    | アラフラ海                     | インドネシア・Larat島（南緯7度12分 東経131度59分 / 南緯7.200度 東経131.983度）の東を通過 |
| 南緯11度7分 東経132度0分 / 南緯11.117度 東経132.000度  | オーストラリア                 | ノーザンテリトリー — コバーグ半島（英語版） |
| 南緯11度26分 東経132度0分 / 南緯11.433度 東経132.000度 | ヴァン・ディーメン湾（英語版） | |
| 南緯12度17分 東経132度0分 / 南緯12.283度 東経132.000度 | オーストラリア                 | ノーザンテリトリー 南オーストラリア州（南緯26度0分 東経132度0分 / 南緯26.000度 東経132.000度から） |
| 南緯31度52分 東経132度0分 / 南緯31.867度 東経132.000度 | インド洋                       | オーストラリア当局は当海域が南極海の一部である旨を主張している[1][2] |
| 南緯60度0分 東経132度0分 / 南緯60.000度 東経132.000度  | 南極海                         | |
| 南緯66度11分 東経132度0分 / 南緯66.183度 東経132.000度 | 南極大陸                       | オーストラリア南極領土 - オーストラリアが領有権主張 |